# Hwasal-1
Le Hwasal-1 (hangeul : 《화살-1》형 ; hanja : 箭矢 1型) est un missile de croisière nord-coréen. Selon la Corée du Nord, il s’agit d’un missile de croisière « stratégique ».

## Description
La portée normale du Hwasal-1 est d’environ 1 500 km.
D’après les informations recueillies lors du vol inaugural effectué en septembre 2021, le Hwasal-1 semble être un missile de croisière subsonique.
Le Hwasal-1 est capable de transporter l’ogive nucléaire tactique Hwasan-31,.

## Historique
Le Hwasal-1 a été lancé pour la première fois en septembre 2021.
D’autres essais en vol du Hwasal-1 ont été effectués en 2022 et 2023,. Cependant, le nom officiel du missile n’a été révélé que lors d’un test en mars 2023.

## Liste des tests connus
| Essai | Date              | Emplacement                          | Nombre de missiles testés | Résultat                                                                                     | Notes supplémentaires |
| ----- | ----------------- | ------------------------------------ | ------------------------- | -------------------------------------------------------------------------------------------- | --- |
| 1     | 11 septembre 2021 | Inconnu                              | 1                         | Succès                                                                                       | Premier tir d’essai du Hwasal-1. La Corée du Nord n’a pas révélé de nom officiel dans cet essai |
| 2     | 12 septembre 2021 | Inconnu                              | 1                         | Succès                                                                                       | Deuxième tir d’essai du Hwasal-1. La Corée du Nord n’a pas non plus révélé le nom officiel du missile lors de cet essai |
| 3     | 2 novembre 2022   | Province du Hamgyŏng du Nord         | 2                         | Succès (revendiqué par la Corée du Nord) Aucun lancement n’a été détecté par la Corée du Sud | Troisième tir d’essai du Hwasal-1. Comme lors des deux premiers essais, la Corée du Nord n’a pas non plus révélé le nom officiel du missile lors de cet essai. Selon la Corée du Nord, les missiles ont volé avec une portée de 590,5 km et ont atterri dans les eaux internationales à 80 km au large des côtes d’Ulsan, en Corée du Sud. Cependant, la Corée du Sud n’a détecté aucun lancement de missile de croisière à cette date |
| 4     | 22 mars 2023      | Hamhŭng, province du Hamgyŏng du Sud | 2                         | Succès                                                                                       | Ces missiles ont volé pendant plus de 7500 secondes avec une trajectoire de 1 500 km et ont été lancés avec deux missiles Hwasal-2. Kim Jong-un a supervisé le tir d’essai. La Corée du Nord a divulgué son nom officiel lors de cet essai |

## Hwasal-1 Ra-3
Le Hwasal-1 Ra-3 (hangeul : 《화살-1라-3》형 ; hanja : 箭矢 1丁3) est une variante de Hwasal-1 avec une ogive plus grande. Le 19 avril 2024, le Hwasal-1 Ra-3 a fait ses débuts publics pour tester une ogive de très grande taille.
Il est possible qu’un Hwasal-1 Ra-3 ait été testé début février 2024, avant ses débuts publics.